# 御形屋はるか
御形屋 はるか（おがたや はるか、生年不明7月4日 - ）は、日本の漫画家。デビューは不明。
代表作は『コミックハイ!』にて連載のされた『ぽてまよ』。他にスタジオDNA（現、一迅社）のアンソロジー集への参加や、成人向け作品などがある。

## 作風
やわらかな曲線とデジタル処理された淡い濃淡の使い方に特徴のある画風である。特に女性の体の曲線の表現が上手く、やわらかさが伝わってくる。デザイン性の重視されたコマ割りと、デザイントーンの使用、細部まで綺麗に処理された1ページ1ページには、イラスト的な美しさがある。カラーにおいてはパステルカラーが多用される。
ギャグメインとストーリーメインのどちらの話も描くが、どちらにおいてもギャグとストーリーがうまくミックスしており、読ませる上手さがある。安易に言葉に頼るのではなく描写によって人の心の揺れ動く様子を表現し、それを積み重ねることによって人物の心を形作ろうとする。その結果、突飛なストーリー展開ではないが、共感できる物語に仕上がっている。

## 作品リスト
- ぽてまよ（もえよん2004年8月号より、のちコミックハイ!に移籍 - 2011年2月号、双葉社 既刊5巻）
- ぼくの魔法使い（まんがタイムきららキャラットVol.9［2004年12月24日発売］ - Vol.10［2005年02月24日発売］、芳文社）
- ToHeart2（月刊コミック電撃大王2005年4月号 - 2007年3月号、メディアワークス 全3巻） 同名のゲームのコミカライズ
- はなたま（まんがホーム2007年1月号 - 2010年9月号（隔月連載）、芳文社 単巻）
- こままんが（マジキューコミックスWeb2008年2月26日更新分 - 連載中、エンターブレイン）
- あまのなでしこ（ガンガンONLINE2008年12月25日更新分 - 2009年5月14日更新分、スクウェア・エニックス）
- PINK PARADE（短編集、新版 実業之日本社・旧版 シュベール出版）
- おんなのコのなかみ（短編集、オークラ出版）
- Cherry（短編集、茜新社）
- 桃蜜娘（短編集、松文館）
- LOVE DELUXE（短編集、茜新社）

## 出演
- 香菜とあゆみのまよらじ第14回、第15回、第39回（最終回）ゲスト